# Вонгуда (селище)
Вонгуда (рос. Вонгуда) — селище в Онезькому районі Архангельської області Російської Федерації.
Населення становить 157 осіб. Входить до складу муніципального утворення Порозьке поселення.

## Історія
Від 2004 року входить до складу муніципального утворення Порозьке поселення.

## Населення
| 2002 | 2010 | 2012 |
| ---- | ---- | ---- |
| 164  | ↘154 | ↗157 |